# AutoTram

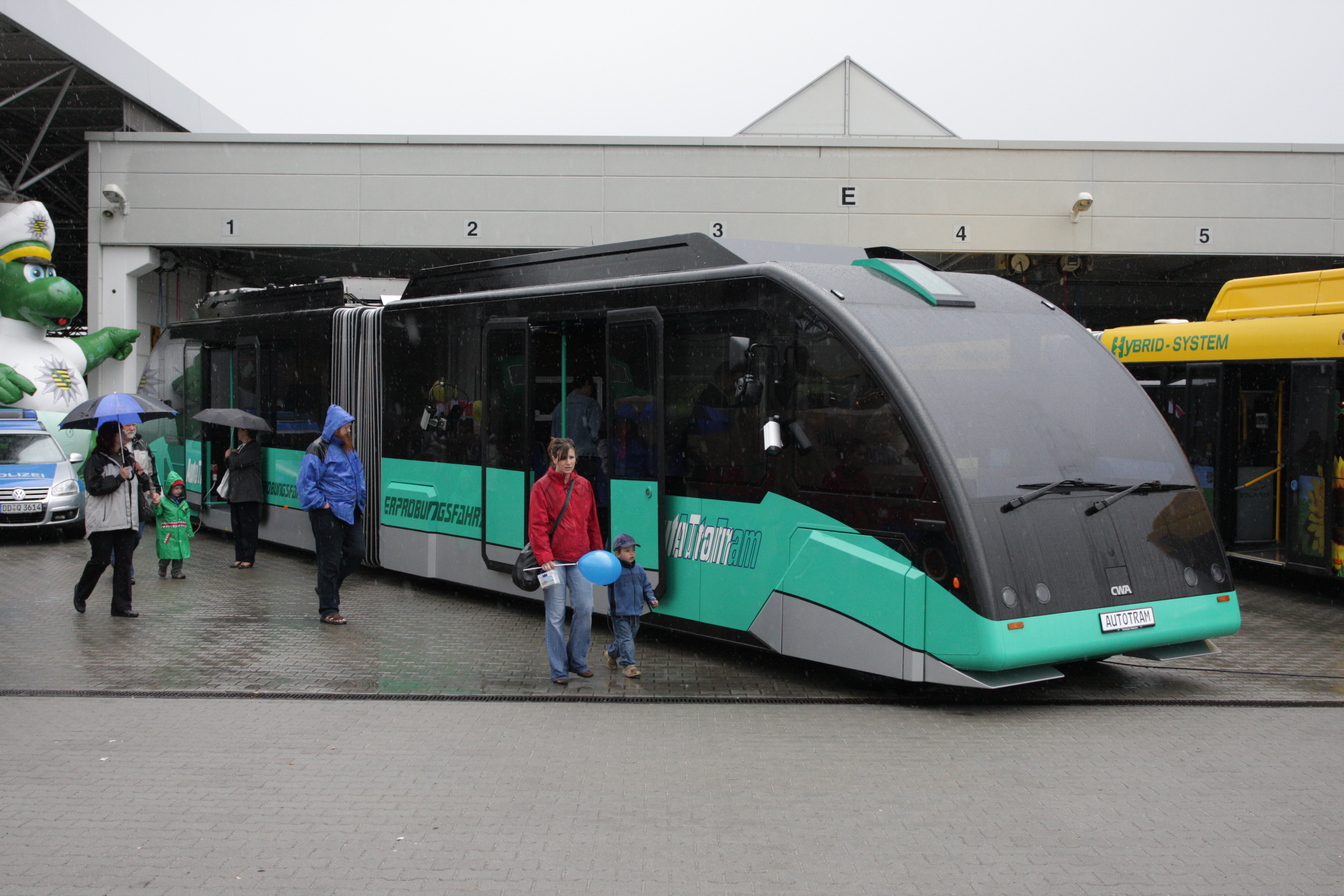
AutoTram à Dresde

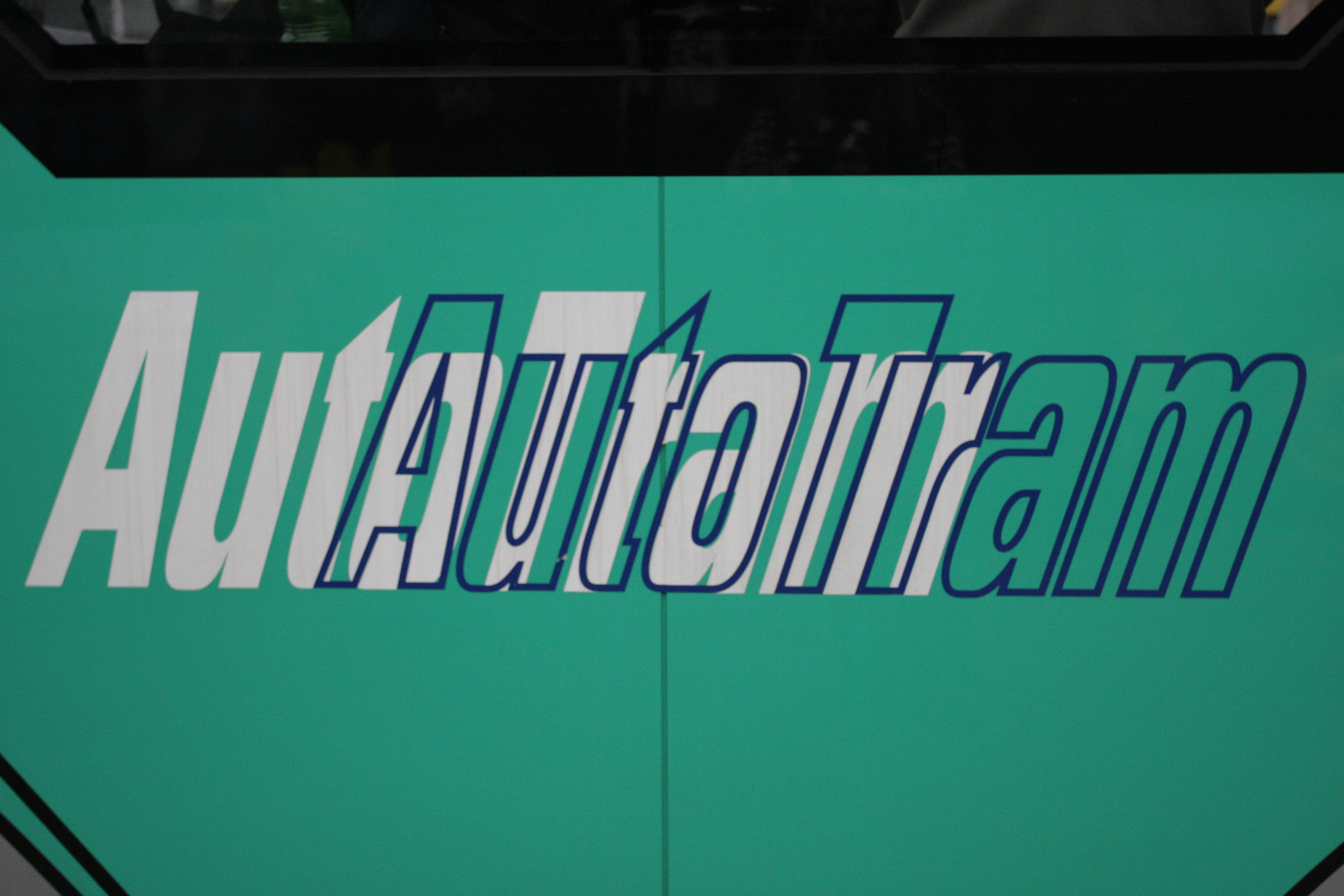
Logo de l'AutoTram

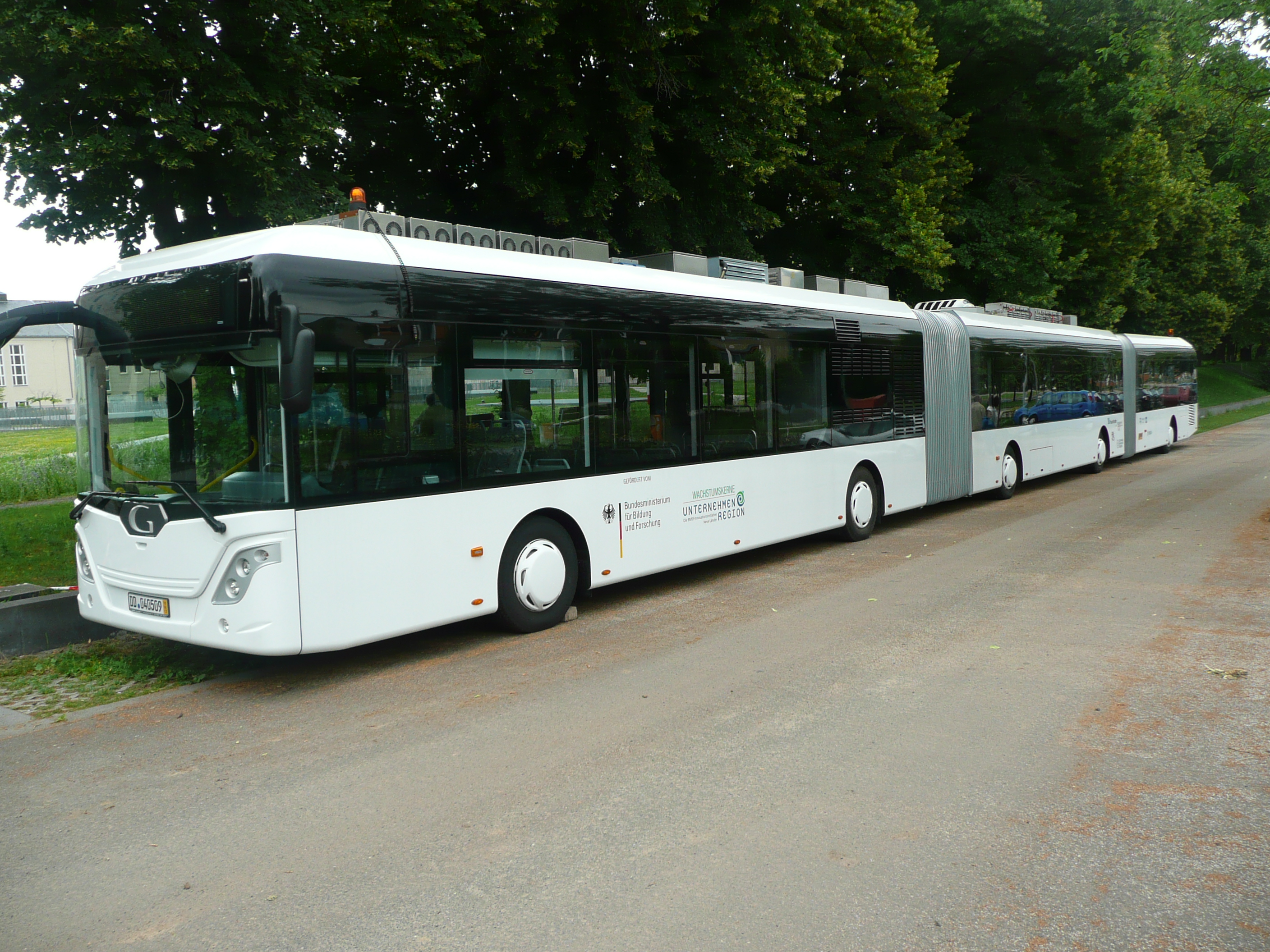
AutoTram Extra Grand de Göppel Bus

L'AutoTram est un système voyageur de transport urbain. 

## Histoire
Il a été présenté en avril 2005 par son développeur, l'Institut Fraunhofer pour les réseaux de transports et infrastructures de Dresde. Il s'agit d'une variante du bus à guidage optique. Ce système intègre une pile à combustible et un volant d'inertie afin de récupérer l'énergie de freinage. Un concept similaire avait déjà été développé en 1950 par une entreprise suisse.
Le système s'affranchit de rails et de lignes aériennes de contact, en effet le guidage optique et les pneus assurent la direction.

## Traction
Une pile à combustible de 80 kW assure la traction ainsi qu'un volant d'inertie de 325 kW. Les parcours urbains sont ponctués d'accélérations et de freinages, la combinaison de ces deux systèmes permet une bonne récupération d'énergie. L'accélération est gérée par un ordinateur afin d'optimiser l'énergie consommée et le volant d'inertie récupère l'énergie de freinage.

## AutoTram Extra Grand
En 2012, l'AutoTram Extra Grand est mis sur le marché par Göppel Bus. Il s'agit d'un autobus à double-articulation mesurant plus de 30 m et faisant de lui un des autobus les plus longs du monde à l'heure actuelle. La capacité est de 256 passagers (96 places assises). L'usine Göppel de Thuringe a produit l'autobus. La version diesel met en œuvre un moteur hybride.